# Kraśnica (rejon samborski)
Kraśnica (ukr. Красниця) – wieś na Ukrainie w rejonie samborskim obwodu lwowskiego.

## Historia
Pod koniec XIX w. grupa domów wsi Chlewiska w powiecie samborskim.